# Duale Hochschule Baden-Württemberg Villingen-Schwenningen

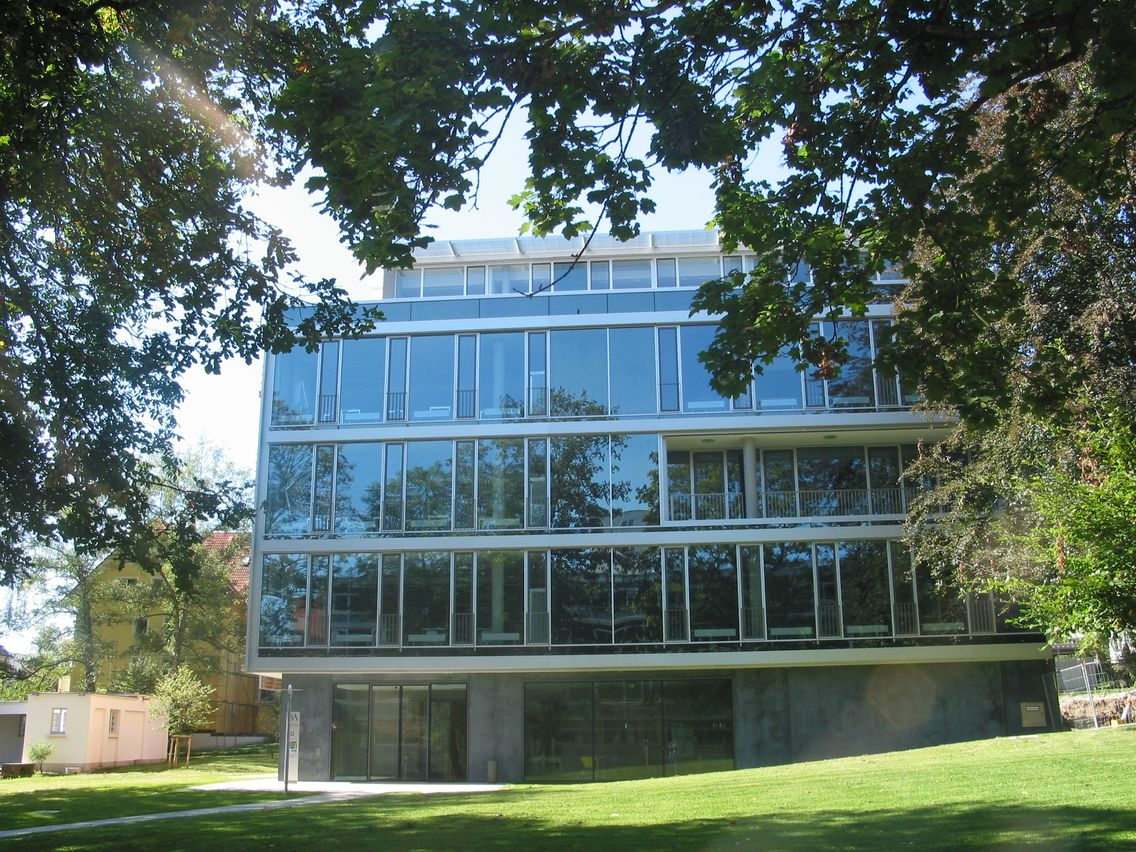
DHBW Villingen-Schwenningen

Die Duale Hochschule Baden-Württemberg Villingen-Schwenningen (University of Cooperative Education) ist einer von zwölf Standorten der Dualen Hochschule Baden-Württemberg. Sie zählt aktuell rund 2400 Studierende in den Fakultäten Sozialwesen und Wirtschaft. Mehr als 950 Unternehmen aus Baden-Württemberg und anderen Bundesländern sind als Duale Partner am Bildungskonzept beteiligt. Rektor der DHBW Villingen-Schwenningen ist seit Juli 2024 Lars Meierling, Prorektor und Dekan der Fakultät Wirtschaft ist seit 2021 Gert Heinrich, Prorektor und Dekan der Fakultät Sozialwesen ist seit 2023 Steffen Arnold. Verwaltungsdirektorin ist Andrea Schmidt.

## Geschichte
Die Berufsakademie Villingen-Schwenningen wurde 1975 mit 14 Studierenden als dritte Bildungseinrichtung dieser Art in Baden-Württemberg gegründet. Zum 1. März 2009 wurde sie, wie alle Berufsakademien in Baden-Württemberg, Teil der Dualen Hochschule Baden-Württemberg.

## Allgemeines
Die Kultusministerkonferenz hatte bereits vor der Umwandlung zur Dualen Hochschule beschlossen, akkreditierte Bachelorabschlüsse der Berufsakademien hochschulrechtlich den akademischen Bachelor-Graden von Universitäten und Fachhochschulen gleichzustellen. Man versprach sich vom neuen Status und der klaren Positionierung als Hochschule einen zusätzlichen Vorteil. Seit Oktober 2011 bietet die Duale Hochschule neben dem Bachelor auch Master-Studiengänge in Kooperation mit anderen Hochschulen an. Gemäß dem dualen Konzept sind die neuen Angebote ausschließlich berufsbegleitend organisiert.

## Zulassung
Voraussetzung für das Studium ist ein Ausbildungsvertrag mit einem Partnerunternehmen bzw. einer sozialen Einrichtung. Außerdem ist das Abitur oder die Fachhochschulreife erforderlich. Unter gewissen Voraussetzungen ist auch der Zugang für qualifizierte Berufstätige ohne Abitur oder FH-Reife möglich.

## Studienangebot
Das Studienangebot der Dualen Hochschule Baden-Württemberg Villingen-Schwenningen gliedert sich in die zwei Fakultäten Wirtschaft und Sozialwesen. Nachfolgend sind die Studiengänge und ihre Vertiefungen aufgeführt:

### Fakultät Wirtschaft
- BWL – Bank
  - Corporate & Investment Banking
  - Private Banking
  - Prüfungswesen Kreditinstitute

- BWL – Controlling und Consulting

- BWL – Digital Business Management

- BWL – Industrie
  - Controlling / Finanz- und Rechnungswesen
  - Marketing / Vertriebsmanagement
  - Material- / Produktionswirtschaft
  - Personalwirtschaft

- BWL – International Business

- BWL – Technical Management

- RSW – Steuern und Prüfungswesen
  - Betriebswirtschaftliche Steuerlehre
  - Consulting
  - Internationales Steuerrecht
  - Prüfungswesen

- Wirtschaftsinformatik
  - Process Engineering & Digital Management
  - Informatik für Finanzdienstleister
  - Verwaltungsinformatik
  - IT-Risikomanagement und Auditing

- RSW – Wirtschaftsprüfung

### Fakultät Sozialwesen
- Soziale Arbeit – Bildung und Beruf
- Soziale Arbeit – Jugend-, Familien- und Sozialhilfe
- Soziale Arbeit – Netzwerk- und Sozialraumarbeit
- Soziale Arbeit im Gesundheitswesen
- Soziale Arbeit – Menschen mit Behinderung
- Soziale Arbeit – Psychische Gesundheit und Sucht

- Sozialwirtschaft

### Dualer Master
Auf der Basis eines Bachelor-Studiums und Berufserfahrung bietet das DHBW Center for Advanced Studies (DHBW CAS) weiterführende Studiengänge in Wirtschaft, Technik und Sozialwesen an, die berufsintegriert mit den Partnerunternehmen stattfinden. Sie führen zu folgenden akademischen Graden:
- Master of Arts (M.A.)
- Master of Engineering (M.Eng.)
- Master of Science (M.Sc.)

## Campus

### A-Gebäude
In der alten „Fabrikanten-Villa“ ist u. a. das Rektorat, das Prüfungsamt, das International Office und ein Teil der Verwaltung untergebracht. Im Erdgeschoss steht ein Konferenzraum zur Verfügung.

### B-Gebäude
Die über ein Jahr lang laufenden Sanierungsmaßnahmen am Gebäude wurden 2013 beendet. Vier Jahre lang konnte der viergeschossige Bau nicht genutzt werden. Eine herbe Situation für die Hochschule angesichts permanenter Raumnot. Inzwischen ist das ehemalige Fabrikgebäude des Uhrenunternehmens Kienzle vom Landesbetrieb Vermögen und Bau zum Bezug freigegeben worden. Das Gebäude wurde für 1,6 Mio. € renoviert. Aufgrund der Generalsanierung sind 13 Büros und 11 Hörsäle entstanden, alle ausgestattet mit neuem Mobiliar. In das Gebäude eingezogen sind die Studiengänge Personalmanagement, Mittelständische Wirtschaft, und Technical Management. Das Gebäude bietet darüber hinaus der Studierendenvertretung (StuV) sowie der Studienberatung Räumlichkeiten.

### C-Gebäude
Im 1998 fertiggestellten Gebäude befinden sich neben Bibliothek und Zentrale die Studiengänge Bank und International Business und Steuern und Prüfungswesen.

### D-Gebäude
Im Gebäude befinden sich das auf insgesamt rund 2.000 Quadratmetern das Rechenzentrum sowie die Studiengänge Controlling und Consulting, Industrie, Wirtschaftsprüfung und der Studiengang Wirtschaftsinformatik  Die Baukosten lagen bei insgesamt rund 6 Millionen €. Die feierliche Übergabe erfolgte am 9. Oktober 2010 durch Gundolf Fleischer, Staatssekretär im Innenministerium Baden-Württemberg.

### Mensa mit Cafeteria
Der Neubau gliedert sich in einen dreigeschossigen massiven Riegel und einen zweigeschossigen verglasten Körper. Mensa und Cafeteria haben eine Nutzfläche von rund 1.000 Quadratmetern. Der umbaute Raum beträgt rund 7.300 Kubikmeter. Die Baukosten des am 9. Oktober 2008 durch Staatssekretär Gundolf Fleischer vom Innenministerium Baden-Württemberg übergebenen Gebäudekomplexes belaufen sich auf 4,75 Millionen Euro. Die Mensa bietet 200 Sitzplätze, in der separaten Cafeteria stehen nochmals 100 Sitzplätze zur Verfügung. Mensa und Cafeteria werden sowohl von der DHBW Campus VS als auch von der HFU Campus VS genutzt. Die Cafeteria trägt den Namen K19, welcher sich von Karlstraße 19, der Adresse des Gebäudes, ableitet.

### Bürkstraße
In den Hörsälen und Büros in der Bürkstraße ist der Studiengang Sozialwirtschaft untergebracht.

### Schramberger Straße
In der Schrambergerstraße ist die Fakultät Sozialwesen mit sechs Studiengängen der Sozialen Arbeit untergebracht. Im Januar 2011 wurde anlässlich des Raumbedarf auf dem Gelände ein Pavillon mit Büros und Vorlesungsräumen aufgestellt. Durch den kommenden Umzug der Dialysestation ins neue Kreisklinikum werden in direkter Nachbarschaft neue Räumlichkeiten gewonnen.